# 坂戸市立勝呂小学校
坂戸市立勝呂小学校 (さかどしりつ すぐろしょうがっこう) は、埼玉県坂戸市石井にある公立小学校。
明治から大正、昭和、平成、令和と長い歴史を持つ学校である。

## 沿革[1]
- 1873年（明治6年）1月 - 塚越村立塚越学校開校
- 1874年（明治7年） - 島田村立島田学校開校
- 1875年（明治8年） - 石井村立石井学校開校
- 1876年（明治9年） - 赤尾村立赤尾学校開校
- 1884年（明治17年）12月15日 - 石井、赤尾、塚越の3校を合併し勝学校と改称
- 1886年（明治19年）4月1日 - 島田学校が勝学校に合弁
- 1897年（明治30年）4月 - 旧公民館の位置に校舎を新築移転
- 1938年（昭和13年）10月15日 - 現地に新校舎を新築
- 1954年（昭和29年）7月1日 - 町村合併により坂戸町立勝呂小学校と改称
- 1957年（昭和32年）10月 - 校章制定
- 1970年（昭和45年）5月1日 - 校歌制定
- 1971年（昭和46年）7月15日 - プール新設
- 1972年（昭和47年）12月15日 - 体育館新設
- 1976年（昭和51年）9月1日 - 坂戸市制施行により坂戸市立勝呂小学校と改称
- 1977年（昭和52年）4月25日 - 学校緑化コンクール、県産業教育振興会より表彰
- 1978年（昭和53年）3月31日 - 防音教室工事開始
- 1980年（昭和55年）2月15日 - 防音教室工事完成
- 1981年（昭和56年）4月25日 - 防音校舎完成、落成式挙行
- 1981年（昭和56年）6月1日 - 埼玉県教育委員会委嘱

昭和57・59年度児童生徒の体力向上推進校
- 1987年（昭和62年）5月12日 - 社会福祉教育協力校の指定を受ける(3年間)
- 1989年（平成元年）4月10日 - 体育館大改修工事
- 1991年（平成3年）3月14日 - 「すぐろの森」雑木林完成
- 1993年（平成5年）12月8日 - 県学校緑化コンクール優良校に選ばれる
- 1996年（平成8年）6月28日 - プール塗装改修工事完成
- 1997年（平成9年）3月18日 - 県学校緑化コンクール優良校に選ばれる
- 1998年（平成10年）4月1日 - 埼玉県「野生のいきものとふれあう学校」指定校(～平成14年度)
- 1998年（平成10年）5月1日 - 坂戸市教育委員会指定「特色のある学校づくり」
- 1999年（平成11年）11月30日 - 埼玉県音楽連盟等の委嘱を受け、音楽授業研究発表を行う世代間交流教室完成
- 2000年（平成12年）10月 - コンピュータ室完成
- 2001年（平成13年）6月6日 - 坂戸市教育委員会より「総合的な学習の時間」の研究委嘱を受ける(～平成15年度)
- 2003年（平成15年）11月1日 - 県から「彩の国5つのふれあい県民運動」推進校として表彰される
- 2004年（平成16年）10月28日 - 入間北部教育委員会連絡協議会委嘱

「生きる力を育む学習活動」をテーマに発表する
- 2005年（平成17年） - 「すぐろの森」再整備と学校農園の整備(～平成20年)
- 2007年（平成19年） - 入間北部教育委員会連絡協議会委嘱

研究主題「確かな学力を育む指導法の改善」算数科
- 2008年（平成20年） - 入間北部教育委員会連絡協議会委嘱

研究主題「豊かな心を育てる道徳教育」道徳
- 2010年（平成22年） - 特別支援学級(自閉・情緒)新設、トイレ改修工事、校舎耐震工事(～平成23年)
- 2011年（平成23年） - 坂戸市教育委員会委嘱

研究主題「豊かな心を育む国語教育」国語科
- 2012年（平成24年） - 校舎屋上に防水工事
- 2014年（平成26年） - 坂戸市教育委員会委嘱

研究主題「確かな学力を身に付け、自ら学習する児童の育成」算数科
- 2015年（平成27年）11月20日 - 坂戸市教育委員会委嘱研究発表会

研究主題「確かな学力身に付け、自ら学習する児童の育成」算数科
- 2016年（平成28年）3月30日 - 南前校舎通路工事
- 2018年（平成30年） - 学童保育所第二ほしぞらクラブ新設
- 2019年（令和元年）5月8日 - 坂戸市教育委員会委嘱

研究主題「できる喜びを味わい、主体的に学習する児童の育成」体育科(～令和2年）

## 著名な出身者
- 梶裕貴 - 声優・ナレーター・歌手

## 通学学区[2]
- 赤尾
- 島田
- 石井
- 石井元宿1
- 石井元宿2
- 石井元宿3
- 塚越
- 戸宮
- 栄